# Goonies – Dödskallegänget
Goonies – Dödskallegänget (engelska: The Goonies) är en amerikansk äventyrs-actionfilm som hade biopremiär i USA den 7 juni 1985, i regi av Richard Donner.

## Handling
Mikey och Brandon Walsh är två bröder vars familj är på väg att flytta från sin stad Astoria. Orsaken till detta är att man planerat att riva ner hela staden för att bygga en golfbana, om man inte lyckas få ihop tillräckligt med pengar för att stoppa projektet, vilket är väldigt tvivelaktigt. 
Men Mikey hittar av en slump en skattkarta som leder till den ökända piraten "One-Eyed" Willys skatter, och det leder till att han, hans vänner och bror ger sig på att hitta dessa. De hittar ingången till en grotta som leder till skatterna. 
Problemet är bara att den ligger under en stängd restaurang som numera hyser en efterlyst kriminell familj, Frattelli. De vill inte gärna att deras gömställe läcker ut, samtidigt som de mer än gärna vill ha tag i de där rikedomarna själva, så de ger sig efter ungdomsgänget. En jakt på skatten börjar; kommer Goonies att hitta skatten först så de kan rädda sin stad?

## Om filmen
- Fratelli är italienska för bröder.
- Filmen hade Sverigepremiär den 20 december 1985.[2] Statens biografbyrå godkände filmen från 11 år efter sju klipp på sammanlagt 1 minut och 14 sekunder.[3]

## Soundtrack
The Goonies: Original Motion Picture Soundtrack innehåller musik av Cyndi Lauper, REO Speedwagon, The Bangles och andra. Cyndi Lauper har en cameoroll i filmen då Brandon "Brand" Walsh (Josh Brolin) tittar på "The Goonies 'R' Good Enough"-musikvideon på tv medan han tränar.

## Rollista (urval)
- Sean Astin - Michael "Mikey" Walsh
- Corey Feldman - Clark "Mouth" Devereaux
- Ke Huy Quan - Richard "Data" Wang
- Jeff Cohen - Lawrence "Chunk" Cohen
- Josh Brolin - Brandon "Brand" Walsh
- Kerri Green - Andrea "Andy" Carmichael
- Martha Plimpton - Stephanie "Stef" Steinbrenner
- Anne Ramsey - Ma Fratelli
- Joe Pantoliano - Francis Fratelli
- Robert Davi - Jake Fratelli
- John Matuszak as Lotney "Sloth" Fratelli
- Mary Ellen Trainor - Irene Walsh
- Keith Walker - Irving Walsh
- Steve Antin - Troy Perkins
- Lupe Ontiveros - Rosalita
- Curtis Hanson – Elgin Perkins

### Fotnoter
1. ↑  ”The Goonies” (på engelska). Box Office Mojo. 7 juni 1985. http://www.boxofficemojo.com/movies/?id=goonies.htm. Läst 21 september 2016.
2. ↑  ”The Goonies”. Svensk filmdatabas. 20 december 1985. http://www.sfi.se/sv/svensk-filmdatabas/Item/?itemid=6787&type=MOVIE&iv=Basic. Läst 21 september 2016.
3. ↑  ”The Goonies”. Svensk filmdatabas. 11 oktober 1985. http://www.sfi.se/sv/svensk-filmdatabas/Item/?itemid=6787&type=MOVIE&iv=Censorship. Läst 21 september 2016.